# Skottsund
Skottsund är en tidigare tätort i Sundsvalls kommun belägen cirka 15 km söder om Sundsvall. Oten ingår sedan 2015 i tätorten Kvissleby och ligger på östra sidan av älven Ljungan.
Skottsund avgränsas i söder av Sundsvalls golfbana.

## Befolkningsutveckling
| Befolkningsutvecklingen i Skottsund 1960–2015 | Befolkningsutvecklingen i Skottsund 1960–2015 | Befolkningsutvecklingen i Skottsund 1960–2015 | Befolkningsutvecklingen i Skottsund 1960–2015 | Befolkningsutvecklingen i Skottsund 1960–2015 |
| --------------------------------------------- | --------------------------------------------- | --------------------------------------------- | --------------------------------------------- | --------------------------------------------- |
|                                               |                                               |                                               |                                               |                                               |
| År                                            |                                               |                                               | Folkmängd                                     | Areal (ha)                                    |
| 1960                                          | 1960                                          |                                               | 702                                           |                                               |
| 1965                                          | 1965                                          |                                               | 715                                           |                                               |
| 1970                                          | 1970                                          |                                               | 726                                           |                                               |
| 1975                                          | 1975                                          |                                               | 870                                           |                                               |
| 1980                                          | 1980                                          |                                               | 987                                           |                                               |
| 1990                                          | 1990                                          |                                               | 1 000                                         | 103                                           |
| 1995                                          | 1995                                          |                                               | 1 040                                         | 105                                           |
| 2000                                          | 2000                                          |                                               | 1 011                                         | 105                                           |
| 2005                                          | 2005                                          |                                               | 1 052                                         | 105                                           |
| 2010                                          | 2010                                          |                                               | 1 069                                         | 108                                           |
| Anm.: 2015 sammanvuxen med Kvissleby.         |                                               |                                               |                                               |                                               |